# Guéckédou (plaats)
Guéckédou is een stad in Nzérékoré, Guinee in Afrika. De stad had in 1996 een inwoneraantal van 79.140, maar is sinds de burgeroorlogen sterk gegroeid en heeft nu een geschat inwoneraantal van 250.288. Tijdens de Tweede Liberiaanse Burgeroorlog en de Sierra Leoonse Burgeroorlog in 2000 en 2001 was de stad een centrum van gevechten.

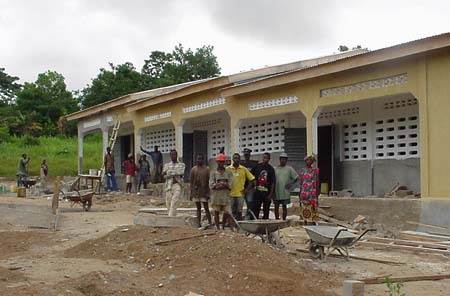
School in Guéckédou
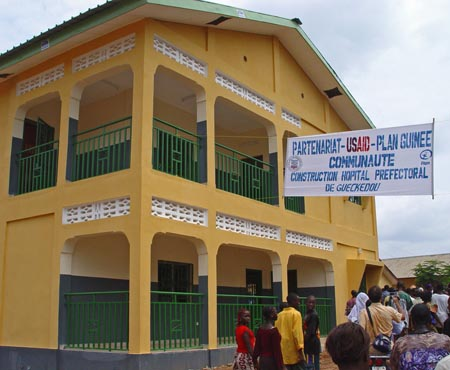
Ziekenhuis in Guéckédou